# اسماء بنت شهاب
اسماء بنت شهاب (؟ - ۱۰۸۷م/ ۴۶۷ق) ملکهٔ یمن، همسر بنیان‌گذار سلسلهٔ صُلَیحی، علی بن محمد صُلیحی، بود. پسرش، المکرّم احمد، در سال ۴۵۹ هجری / ۱۰۶۷ میلادی، دومین حاکم صُلیحی شد. همچنین او مسئول تربیت و آموزش اولیهٔ اَرویٰ بنت احمد صُلَیحی در کاخ بود؛ کسی که بعدها با المکرّم ازدواج کرد و سپس حاکم واقعی دولت صُلیحی در یمن شد. اسماء نقشی فعال در امور دولت صُلیحی در دوران حکومت همسر و پسرش ایفا کرد و این نقش تا زمان وفاتش ادامه داشت. منابع تاریخی او را بانویی نجیب و بزرگ‌منش توصیف کرده‌اند که از شاعران در دربار صُلیحی حمایت می‌کرد.
او ملکه و حاکم مشترک یمن بود که ابتدا با پسرعموی خود و همسرش، علی صُلیحی، و سپس با پسرش احمد المکرّم و عروسش أروی الصُّلیحی، از سال ۱۰۴۷ تا ۱۰۸۷ میلادی به‌طور مشترک حکومت کرد. عنوان کامل او به‌عنوان فرمانروا، «السَّیدة الحُرّة» بود که به معنای «بانوی نجیبِ آزاد و مستقل، زنِ فرمانروایی که در برابر هیچ اقتدار برتری سر فرود نمی‌آورد» است. اسماء بنت شهاب به‌عنوان یک حاکم زن، جایگاهی تقریباً منحصربه‌فرد در تاریخ دارد: گرچه در دنیای اسلام زنان پادشاه دیگری نیز بوده‌اند، اما اسماء بنت شهاب و أروی الصُّلیحی تنها زنان فرمانروای دنیای عرب اسلامی بودند که خطبه به نام آنان به‌عنوان حاکم خوانده می‌شد.

## زندگی
اسماء بنت شهاب با پسرعموی خود، علی الصُّلیحی، سلطان و بنیان‌گذار سلسلهٔ صُلَیحی، ازدواج کرد. گفته می‌شود که ازدواج علی و اسماء ازدواجی شاد و موفق بود و علی در مسیر رسیدن به قدرت، بر حمایت اسماء تکیه داشت. او همچنین در کنار علی در پذیرش سختی‌ها و فداکاری‌هایی که ایمان دینی‌اش بر او تحمیل می‌کرد، مشارکت می‌نمود.

### دوران نخستین سلطنت

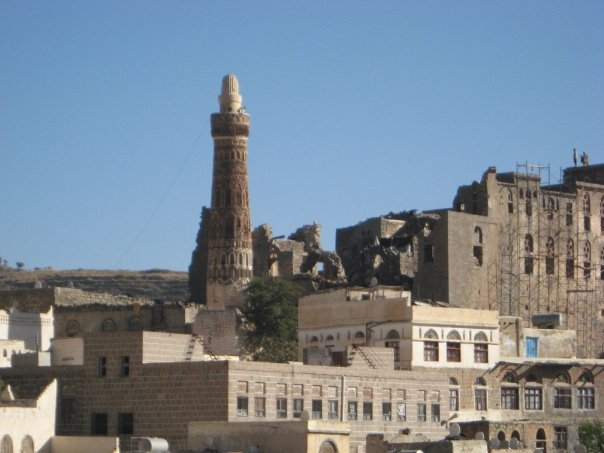
کاخ ملکۀ حُرّه در یمن.

زمانی که علی در سال ۱۰۴۷م به پادشاهی رسید، او را نه‌تنها به‌عنوان همسرش، بلکه رسماً به‌عنوان ملکه، شریک سیاسی و حاکم مشترک خود منصوب کرد؛ کسی که در کنار او بر قلمرو یمن حکومت می‌کرد. در تأیید این جایگاه، نام او همراه با نام همسرش در خطبه — که امتیاز سنتی فرمانروای یک دولت اسلامی است — اعلام می‌شد. خطبه‌ها از منابر مساجد یمن به نام شوهرش و همچنین به نام او خوانده می‌شدند، پس از ذکر نام خلیفه ی فاطمی و شوهرش، گفته می‌شد: «خداوند روزگار الحُرّهٔ کامل را دراز گرداند، آن‌که با دقت امور مؤمنان را تدبیر می‌کند.» این نخستین‌بار در تاریخ بود که نام یک زن در خطبه اعلام می‌شد. یکی دیگر از موارد تقریباً بی‌سابقه این بود که ملکه اسماء بنت شهاب «در جلسات شورا با چهره‌ای گشوده حاضر می‌شد»؛ یعنی بدون پوشاندن صورت (بی‌نقاب).
محمد الثور او را چنین توصیف کرده است: «او از مشهورترین و نیرومندترین زنان روزگار خود بود. زنی بخشنده بود و شاعره‌ای که شعر می‌سرود. از جمله ستایش‌هایی که شاعران از شوهرش، الصلیحی، می‌کردند، این بود که همسری چون او داشت… زمانی که شوهرش به کمال شخصیت او پی برد، ادارهٔ امور دولتی را به او سپرد. او به ندرت تصمیمی برخلاف نظر اسماء می‌گرفت و [...] احترام بسیار زیادی برای او قائل بود و هیچ نظری را بر نظر او مقدم نمی‌داشت.»
در سال ۱۰۶۷م، در جریان حج به مکه، طایفهٔ بنی نجاح به رهبری سعید بن نجاح، امیر زَبید، به کاروان علی و اسماء حمله کردند. علی را کشتند و اسماء را به اسارت گرفتند. او در زندانی مخفی در زبید محبوس شد و بنا بر گزارش‌ها، سرِ بریدهٔ شوهرش را بر سر نیزه‌ای در برابر سلول او نصب کردند تا او ببنید. پس از یک سال اسارت، او توانست پیامی به پسر و عروسش در صنعاء برساند، و پسرش با حمله به زبید، او را آزاد کرد.

### دوران دوم سلطنت
اسماء به قلمرو خود بازگشت و تا زمان وفاتش در مدیریت امور کشور به پسرش احمد المکرّم و عروسش أروی الصُلیحی کمک می‌کرد.هنگامیکه که او با پسرش المکرّم دیدار کرد، او را به‌عنوان جانشین پدرش تأیید نمود، اما زمانی که او کمی بعد دچار فلج شد، دوباره کنترل امور را به‌عنوان حاکم مشترک در کنار عروسش اَرویٰ به‌دست گرفت. طبق وصیت پسرش، اروی قرار بود شریک حکومت او باشد، زیرا خود المکرّم به‌دلیل وضعیت جسمانی‌اش قادر به حکومت کردن نبود.

## میراث
ملکه اسماء گاه به مهربانی، «ملکهٔ کوچک سبا» لقب داده می‌شد. محمد الثور نوشته است: «برخی شاعران، که از تحسین خود نسبت به اسماء سرمست شده بودند، حتی گفته‌اند اگر تخت ملکه سبا باشکوه بوده است، تخت اسماء از آن هم باشکوه‌تر بوده است.» این نکته تا حدی شگفت‌انگیز است، زیرا ملکهٔ سبا متعلق به دوران جاهلیت بود، زمانی پیش از اسلام که به‌طور سنتی به‌عنوان دوره‌ای منفی دیده می‌شد. نام دیگری که هم برای او و هم برای عروسش و شریک حکومتی‌اش به کار می‌رفت، «ملکهٔ حازمه» بود: «حازم» لقب یا توصیفی بود که به افرادی داده می‌شد که در امور سیاسی بیشترین حکمت و قضاوت را نشان می‌دادند.